# Bračan
Bračan (italijansko Brazzano, furlansko Breçan, vzhodno-furlansko Brezan) je zaselek v občini Krmin s 616 prebivalci (stanje 31. december 2019) v italijanski deželi Furlanija-Julijska krajina v bivši Goriški pokrajini, ki je bil do leta 1928 samostojna občina. V kraju deluje Osnovna šola Ludvika Zorzuta, kjer pouk poteka tudi v slovenščini.

## Geografski položaj
Zaselek Bračan je vkleščen med furlansko nižino, reko Idrijo (Judrio) in vinorodni okoliš Brda (Collio, Cuei). Leži na zahodnih pobočjih območja Brd, ob desni obali reke Idrija. Nahaja se 3 km severozahodno od Krmina in 16 km zahodno od Gorice.

## Zgodovina
Župnija v Bračanu je nastala okoli leta 1090. Takrat je oglejski patriarh Ulrik I. iz rodu koroških Eppenštajnskih
(1086–1121) iz pražupnije v Buttriu izločil župnijo v Bračanu (Bracciano) s prvotnim sedežem pri domnevni eppenštajnski lastniški cerkvi v kraju Sant Andrat (S. Andrat del Iudrio) pod Brdi, ki mu jo je v ta namen prepustil njegov brat Henrik, in jo podelil novo reformiranemu benediktinskemu samostanu v Rožacu (Rosazzo). Kaj vse je obsegala, je razvidno iz razsodbe patriarha Bertolda v sporu med rožaškim opatom in oglejskim arhidiakonom okrog jurisdikcije nad samostanu podrejenimi župnijami leta 1233, ki ga je patriarh rešil v korist opata. V listini se navajajo župnije v Bračanu, Biljani in Ibani (Albana). Med letoma 1090 in 1233 sta v mejah bračanske župnije torej nastali župniji Biljana in Prapotno (Prepotto) pod Brdi, kamor je treba postaviti omenjeno župnijo v Ibani. Kanala listina iz leta 1233 nima, se pa s cerkvijo v znanem listinskem gradivu pojavi kmalu
zatem, in sicer v privilegiju papeža Inocenca IV. za Rožac iz leta 1245. Oglejski patriarhi so območje Krmina in Bračana med leti 1260 — 1274 priznali v last Goriškim grofom, ki so ga posedovali do leta 1500, ko je njihov rod izumrl, posesti pa so po dedni pogodbi prešle v last Habsburžanom.
Po tretji italijanski vojni za neodvisnost s premikom meje med Avstro-Ogrsko in Italijo na reko Idrijo, je Bračan postal mejni prehod med državama. Do prve svetovne vojne je bil Bračan občina v okviru poknežene goriške in gradiške grofije v sodnem okrožju Krmin.
Zvečer 23. maja 1915, še preden so se sovražnosti med Italijo in Avstro-Ogrsko uradno začele, sta dva pripadnika Finančne straže Italije, ki sta na italijanski strani stražila most pri Bračanu, opazila da nekaj avstrijskih minerjev namerava to pomembno strateško infrastrukturo minirati, sta pričela streljati. Naslednje jutro, ko so prve italijanske čete prestopile mejo in zasedle Bračan in Krmin, so pod mostom našli minersko opremo in tovor dinamita. Pripadnika finančne straže sta za svoje dejanje dobila bronasto medaljo za vojaško hrabrost.
Po porazu Italijanske vojske pri Kobaridu (“čudež pri Kobaridu” ali “la disfatta di Caporetto”) so vasico 28. oktobra 1917 ponovno osvojili Avstrijci in šele po koncu vojne po podpisu premirja je Bračan (Brazzano) dokončno postal del italijanske kraljevine. 
Med prvo svetovno vojno je bilo v Bračanu tudi Taborišče za vojne ujetnike. Na vaškem pokopališču v Bračanu še dandanes obstaja predel, kjer počivajo avstro-ogrski vojaki, ki so padli v prvi svetovni vojni. Na pokopališču se nahajajo posmrtni ostanki vseh tistih, ki so izgubili življenje v taborišču. Tu leži tudi 282 padlih na tem območju, ki so bili prvotno pokopani v Krminu. Ob pokopališkem obzidju stoji velik spomenik v obliki piramide, z rozeto na sredini, na kateri je dobro viden napis "Freund und Feind / Im Tode vereint" ( prijatelj in sovražnik, združena v smrti).

## Spomeniki in pomembni kraji
- Cerkev sv. Jurija, postavljena na griču, ki dominira kraju
- Cerkev sv. Lovrenca
- Cerkev sv. Roka

## Gospodarstvo
Glavni ekonomski vir območja je kmetijstvo z vsemi povezanimi dejavnostmi, vključno s agro turizmom. Zelo znana so vina iz tega območja. Med glavnimi lokalnimi pridelki velja omeniti dve, beli Tokaj, danes Friulano in Picolit ter rdeče, "Refošk".
Od leta 1920 je v Bračanu deloval obrat za predelavo svile, ki je s 1. 8. 1920 postal del delniške družbe »S. A. In-
dustrie Seriche Friuliane« s sedežem v Milanu. Obrat je zaposloval 110 delavcev in prenehal delovati 1. 6. 1928.